# David Caspari
David Caspari (Königsberg, 5 de março de 1648 – Königsberg, 28 de fevereiro de 1702) foi um teólogo luterano alemão. Ele era o pai de Georg Caspari.

## Biografia
Nascido na Prússia, Caspari estudou na Albertina e nas universidades de Jena, Wittenberg, Leipzig, Altdorf, Estrasburgo e Helmstedt. Ele se tornou o subinspector em Albertina, em 1676. Dois anos mais tarde, ele foi nomeado reitor da escola de Catedral de Riga. Caspari morreu em Riga, como o superintendente da escola.